# Official Nintendo Magazine
Das Official Nintendo Magazine (kurz ONM, deutsch: Offizielles Nintendo Magazin) war eine regelmäßig von 2006 bis 2014 erschienene britische Computerspielezeitschrift, welche über die von Nintendo entwickelten Videospielkonsolen Nintendo DS, 3DS, Wii und Wii U berichtete.
Erst wurde das Magazin von EMAP als Nintendo Magazine System veröffentlicht, welches über die Konsolen Nintendo Entertainment System, Super Nintendo Entertainment System und Game Boy informierte. Später wurde es umbenannt in Nintendo Magazine, Nintendo Official Magazine und danach Nintendo Official Magazine UK. Mit diesen Namen war die Zeitschrift von EMAP für 12 Jahre herausgegeben worden, bevor die Rechte an Future plc verkauft wurden.
Die erste Ausgabe des Official Nintendo Magazine veröffentlichte Future plc am 16. Februar 2006. Die Zeitschrift lief dann 8 Jahre und 8 Monate bis zur 114. Ausgabe am 14. Oktober 2014.

## Geschichte
Mean Machines, eine britische Videospielzeitschrift, trennte sich basierend auf den Konsolenkrieg zwischen den damaligen zwei größten Video- und Konsolenherstellern Nintendo und SEGA in zwei separate Magazine. Das SEGA-Magazin erhielt den Originaltitel mit dem Zusatz Sega ("Mean Machines Sega"), während das Nintendo-Magazin Nintendo Magazine Systems erhielt. Die erste Auflage des Nintendo Magazine Systems wurde am 1. Oktober 1992 veröffentlicht. Später wurde es in Nintendo Magazine, Nintendo Official Magazine und danach Nintendo Official Magazine UK umbenannt. Nachdem der Verlag von EMAP zu Future plc wechselte, erhielt die Zeitschrift den Namen Official Nintendo Magazine, den Namen bis zur Einstellung. Zu diesem Wechsel erhielt das Magazin neue Mitarbeiter und eine neue (zurückgesetzte) Nummerierung.
Am 15. Dezember 2008 gab Future plc die erste Ausgabe von Official Nintendo Magazine for Australia and New Zealand heraus, welche speziell für Australien und Neuseeland erstellt wurde, aber auf das Original basierte. Die letzte (60.) Ausgabe des Australien-Neuseeland-Magazins wurde im Dezember 2013 veröffentlicht.
Im März 2011 wechselte die Zeitschrift ihr Design und ihr Layout der Seiten. Die erste Ausgabe mit diesen Änderungen war über die Veröffentlichung des Nintendo 3DS.
Eine neue Version des Magazins wurde im November 2012 mit der Veröffentlichung der Wii U herausgegeben. In diesem Jahr gab es zur 100. Ausgabe ein von dem bekannten Nintendo-Gamedesigner Shigeru Miyamoto, welcher unter anderem die Idee für Super Mario und Zelda hatte, gezeichnetes Cover.
Am 14. Oktober 2014 endete die Zeitschrift mit ihrer 114. Ausgabe.

## Inhalt
Jeden Monat enthielt das Official Nintendo Magazine diese folgenden Kapitel:
- Welcome – Kurzfassung der Inhalte der Ausgabe von den Autoren, Kontaktdaten
- Meet the Team – Einleitung zu den Mitgliedern des Veröffentlichungsteams
- Contents – Der Inhalt der Ausgabe kategorisch aufgeteilt
- incoming
  - The Big Story – Überblick der wichtigsten und kürzlichen Nachrichten über Nintendo
  - Mouthpiece – Interview mit einer Person, die häufig mit einem Spiel, welches in der Ausgabe vorgestellt wird, verbunden ist
  - World of Nintendo – Überblick der Nachrichten über Nintendo in der Welt
- Next Month – Überblick, was in der nächsten Ausgabe besprochen wird
- Nintendo Shopping Channel – Angebote des Nintendo eShop und des Nintendo Online-Stores
- MiiVERSE
  - Mii Plaza – Lustige Posts aus dem MiiVerse
  - Connect – Briefe, E-Mails, Twitter- und Facebook-Posts sowie Überblick über den Podcast
  - ONM Rant – Kontroverse Meinungen und Debatten der Nutzer
  - Network
    - ONM Game Night – Bewertung der Online-Funktionalität in Spielen
    - DLC of the Month – Bewertung neuer DLCs

  - Smash Update – Überblick neuer Nachrichten über Smash Bros.
- Feedback – Feedback der Nutzer
  - In a Word – Posts und E-Mails in einem einzigen Wort
  - My Collection – Kurzes Interview
  - The Gallery – Bilder der Nutzer
- Features – Artikel über Fakten in Videospielen von Nintendo, z. B. Easter Eggs
- Previews – Vorveröffentlichte Bewertung eines Spiels, welches noch nicht erschienen ist.
- Reviews – Bewertung eines Spiels

Round up – kurze Bewertung eines Spiels
- Continue
  - The Making of ... – Interview mit Game-Designern
  - Rewind – Alte Spiele vorgestellt
  - Time Capsule – 10 Spiele über irgendein Thema, z. B. Weihnachten
  - Classic Moment – Erinnerung an einen bestimmten Moment eines alten Videospiels
  - Rated Wii – Top 20 Wii-Spiele
  - The Best of ... – Top 27 Spiele einer bestimmten Plattform
  - FAQs ... – Fragen und Antworten
  - Legends – kurze Bewertung eines beliebten Spiels
  - The Back Page – enthält oft einen lustigen Artikel